# Temporada 1946 de las Grandes Ligas de Béisbol
La Temporada 1946 de las Grandes Ligas de Béisbol fue disputada de abril a octubre, con 8 equipos tanto en la Liga Americana como en la Liga Nacional con cada equipo jugando un calendario de 154 partidos. 
Debido a la finalizacón de la Segunda Guerra Mundial muchos peloteros reclutados regresaron a las Grandes Ligas y la calidad del juego mejoró enormemente.
La temporada finalizó cuando St. Louis Cardinals derrotaron en la Serie Mundial a Boston Red Sox en siete juegos, ganando así su sexto título.

## Premios y honores
- MVP
  - Ted Williams, Boston Red Sox (AL)
  - Stan Musial, St. Louis Cardinals (NL)

## Temporada Regular
| Liga Americana         | Liga Americana | Liga Americana | Liga Americana | Liga Americana | Liga Americana | Liga Americana |
| Equipo                 | V              | D              | CTE            | JD             | LOCAL          | VISITA         |
| ---------------------- | -------------- | -------------- | -------------- | -------------- | -------------- | -------------- |
| Boston Red Sox         | 104            | 50             | .675           | -              | 61-16          | 43-34          |
| Detroit Tigers         | 92             | 62             | .597           | 12             | 48-30          | 44-32          |
| New York Yankees       | 87             | 67             | .565           | 17             | 47-30          | 40-37          |
| Washington Senators    | 76             | 78             | .494           | 28             | 38-38          | 38-40          |
| Chicago White Sox      | 74             | 80             | .481           | 30             | 40-38          | 34-42          |
| Cleveland Indians      | 68             | 86             | .442           | 36             | 36-41          | 32-45          |
| St. Louis Browns       | 66             | 88             | .429           | 38             | 35-41          | 31-47          |
| Philadelphia Athletics | 49             | 105            | .318           | 55             | 31-46          | 18-59          |

| Liga Nacional         | Liga Nacional | Liga Nacional | Liga Nacional | Liga Nacional | Liga Nacional | Liga Nacional | Liga Nacional |
| Equipo                | V             | D             | CTE           | JD            | LOCAL         | VISITA        |               |
| --------------------- | ------------- | ------------- | ------------- | ------------- | ------------- | ------------- | ------------- |
| St. Louis Cardinals   | 96            | 58            | .623          | -             | 48-29         | 48-29         |               |
| Brooklyn Dodgers      | 96            | 58            | .623          | -             | 56-21         | 40-37         |               |
| Chicago Cubs          | 82            | 71            | .536          | 13½           | 44-33         | 38-38         |               |
| Boston Braves         | 81            | 72            | .529          | 14½           | 45-31         | 36-41         |               |
| Philadelphia Phillies | 69            | 85            | .448          | 27            | 41-36         | 28-49         |               |
| Cincinnati Reds       | 67            | 87            | .435          | 29            | 35-42         | 32-45         |               |
| Pittsburgh Pirates    | 63            | 91            | .409          | 33            | 37-40         | 26-51         |               |
| New York Giants       | 61            | 93            | .396          | 35            | 38-39         | 23-54         |               |

## Postemporada
NL St. Louis Cardinals (4) vs. AL Boston Red Sox (3)
|                                         |
| Campeón St Louis Cardinals Sexto Título |

## Líderes de la liga

### Liga Americana
Líderes de Bateo 
| Categoría           | Jugador        | Equipo | Marca |
| ------------------- | -------------- | ------ | ----- |
| Porcentaje de bateo | Mickey Vernon  | WSN    | .353  |
| Cuadrangulares      | Hank Greenberg | DET    | 44    |
| Carreras Impulsadas | Hank Greenberg | DET    | 127   |
| Carreras Anotadas   | Ted Williams   | BOS    | 142   |
| Hits                | Johnny Pesky   | BOS    | 208   |
| Robo de Bases       | George Case    | CLE    | 28    |

Líderes de Pitcheo 
| Categoría         | Jugador                               | Equipo  | Marca |
| ----------------- | ------------------------------------- | ------- | ----- |
| Victorias         | Bob Feller Hal Newhouser              | CLE DET | 20    |
| Derrotas          | Phil Marchildon Lou Knerr Dick Fowler | PHA     | 17    |
| ERA               | Hal Newhouser                         | DET     | 1.94  |
| Ponches           | Bob Feller                            | CLE     | 348   |
| Entradas Lanzadas | Bob Feller                            | CLE     | 371.1 |
| Juegos salvados   | Bob Klinger                           | BOS     | 9     |

### Liga Nacional
Líderes de Bateo 
| Categoría           | Jugador        | Equipo | Marca |
| ------------------- | -------------- | ------ | ----- |
| Porcentaje de bateo | Stan Musial    | STL    | .365  |
| Cuadrangulares      | Ralph Kiner    | PIT    | 23    |
| Carreras Impulsadas | Enos Slaughter | STL    | 130   |
| Carreras Anotadas   | Stan Musial    | STL    | 124   |
| Hits                | Stan Musial    | STL    | 228   |
| Robo de Bases       | Pete Reiser    | BRO    | 34    |

Líderes de Pitcheo 
| Categoría         | Jugador           | Equipo | Marca |
| ----------------- | ----------------- | ------ | ----- |
| Victorias         | Howie Pollet      | STL    | 21    |
| Derrotas          | Dave Koslo        | NYG    | 19    |
| ERA               | Howie Pollet      | STL    | 2.10  |
| Ponches           | Johnny Schmitz    | CHC    | 135   |
| Entradas Lanzadas | Howie Pollet      | STL    | 266   |
| Juegos salvados   | Keb Raffensberger | PHI    | 6     |